# Liste des députés flamands (1995-1999)
Pour les articles homonymes, voir Liste des députés flamands.
Liste des 124 députés pour la législature 1995-1999 au parlement flamand :
- 118 députés élus au suffrage universel direct par les habitants de la Région flamande,
- 6 députés élus par les habitants de la Région de Bruxelles-Capitale (les 6 premiers élus néerlandophones du Parlement bruxellois).

Cette liste comporte tous les députés ayant siégé avant les élections du 13 juin 1999.

## Liste Alphabétique par groupe politique

### Vlaams Blok (17)
1. Wilfried Aers
2. Jan Caubergs
3. Frank Creyelman
4. Herman De Reuse
5. Filip Dewinter
6. Marijke Dillen
7. Pieter Huybrechts
8. Dominiek Lootens-Stael
9. Jan Penris
10. Felix Strackx
11. Joris Van Hauthem
12. Luk Van Nieuwenhuysen
13. Karim Van Overmeire
14. Roeland Van Walleghem
15. Christian Verougstraete
16. Miel Verrijken
17. Frans Wymeersch

### VLD (27)
1. Yolande Avontroodt
2. Ward Beysen
3. Louis Bril
4. Jozef Browaeys
5. Patricia Ceysens
6. Marc Cordeel
7. Etienne De Groot
8. Karel De Gucht
9. Anny De Maght-Aelbrecht
10. Julien Demeulenaere
11. André Denys
12. Roland Deswaene
13. Jacques Devolder
14. Freddy Feytons
15. Jaak Gabriels
16. Leo Goovaerts
17. Marino Keulen
18. Patrick Lachaert
19. Jacques Laverge
20. Stefaan Platteau
21. Didier Ramoudt
22. Arnold Van Aperen
23. Marleen Vanderpoorten
24. Sonja Van Lindt
25. Dirk Van Mechelen
26. Mandus Verlinden
27. Francis Vermeiren

### CVP (37)
1. Sonja Becq
2. Georges Beerden
3. Jan Béghin  (25-09-1997) remplace Brigitte Grouwels  (04-07-1995 - 22-09-1997)
4. Leo Cannaerts
5. Georges Cardoen
6. Joachim Coens
7. Carl Decaluwé  (04-07-1995 -
8. Leo Delcroix
9. Jos De Meyer
10. Paul Deprez
11. Johan De Roo
12. Mia De Schamphelaere
13. Peter Desmet
14. Michel Doomst  (04-07-1995 -
15. Paul Dumez  (04-07-1995 -
16. Veerle Heeren
17. Kathleen Helsen remplace Herman Candries  (31-01-1998)
18. Hugo Marsoul
19. Erik Matthijs
20. Trees Merckx-Van Goey
21. Marc Olivier
22. Leonard Quintelier
23. Freddy Sarens
24. Eddy Schuermans  (04-07-1995 -
25. Herman Suykerbuyk
26. John Taylor
27. Maria Tyberghien-Vandenbussche
28. Riet Van Cleuvenbergen
29. Walter Vandenbossche
30. Bart Vandendriessche
31. Mark Van der Poorten
32. Mieke Van Hecke
33. Gilbert Vanleenhove
34. Jef Van Looy
35. Marc Van Peel
36. Hugo Van Rompaey
37. Johan Weyts

### Volksunie (9)
1. Jean-Marie Bogaert
2. Lieven Dehandschutter remplace Nelly Maes (19-10-1998)
3. Herman Lauwers
4. Gerda Raskin remplace Willy Kuijpers (01-03-1997)
5. Johan Sauwens
6. Chris Vandenbroeke
7. Kris Van Dijck
8. Paul Van Grembergen
9. Etienne Van Vaerenbergh

### SP (26)
1. Gilbert Bossuyt
2. Norbert De Batselier
3. Marc De Laet remplace Lydia Maximus  (16-01-1999)
4. Herman De Loor
5. Peter De Ridder
6. Freddy De Vilder  (04-07-1995 -
7. Fred Dielens
8. Peter Dufaux remplace Steve Stevaert (28-09-1998)
9. Johnny Goos
10. Patrick Hostekint
11. André Kenzeler
12. Kathy Lindekens
13. Carlos Lisabeth
14. Marcel Logist
15. Jacky Maes  (17-10-1995 -
16. Jef Sleeckx
17. Guy Swennen
18. René Swinnen
19. Jacques Timmermans
20. Bruno Tobback
21. Anne Van Asbroeck remplace Michiel Vandenbussche (02-03-1999)
22. Gracienne Van Nieuwenborgh
23. André Van Nieuwkerke
24. Peter Vanvelthoven  (04-07-1995 -
25. Tuur Van Wallendael
26. Robert Voorhamme

### AGALEV (7)
1. Vera Dua
2. Jos Geysels
3. Johan Malcorps
4. Ludo Sannen
5. Jos Stassen
6. Ria Van Den Heuvel
7. Cecile Verwimp-Sillis

### UF (1)
1. Christian Van Eyken